# Die Hards
Die Hards è il quarto album della band Hardcore punk The Casualties.

## Tracce
1. Nightmare – 2:58
2. City Council – 2:05
3. Ruining It All – 1:26
4. Get Off My Back – 2:17
5. Victims – 2:58
6. This Is Your Life – 2:25
7. Die Hards – 2:34
8. No Turning Back – 2:18
9. Can't Stop Us – 2:43
10. Mierda Mundial – 2:34
11. Punk Rock – 2:01
12. Divide and Conquer – 2:22
13. Made in N.Y.C. – 2:25